# Anderson-Gletscher (Eliaskette)
Der Anderson-Gletscher ist ein 46 km langer rechter Tributärgletscher des Chitina-Gletschers in der Eliaskette in Yukon (Kanada) und Alaska (USA). Er trägt den Namen von Chandler Parsons Anderson (1866–1936), einem New Yorker Anwalt, der die US-Regierung bei den Grenzverträgen im Jahr 1903 beriet.
Das Nährgebiet des Anderson-Gletschers befindet sich zwischen den Bergen Mount Wood im Osten und Mount Craig im Norden. Die beiden Quellgletscher vereinigen sich noch auf kanadischem Gebiet. Anschließend strömt der Anderson-Gletscher 23 km in südwestlicher Richtung durch Alaska und vereinigt sich schließlich mit dem Chitina-Gletscher auf einer Höhe von etwa 1150 m. Die mittlere Breite des Anderson-Gletschers liegt bei 2 km. Das Einzugsgebiet des Gletschers umfasst ungefähr 770 km². Der 3326 m hohe Mount Anderson erhebt sich an der rechten Flanke des Gletschers. Ein größerer Nebengletscher ist der Tittmann-Gletscher von rechts.